# Claude Robin (calciatore 1960)
Claude Robin (Saint-Julien-en-Genevois, 10 dicembre 1960) è un allenatore di calcio, dirigente sportivo ed ex calciatore francese, di ruolo difensore.

## Carriera

### Allenatore
L'8 dicembre 2015 sostituisce Jean-Marc Furlan sulla panchina del Troyes, venendo poi esonerato il 4 febbraio 2016. Il 10 gennaio 2017 viene nominato nuovo tecnico del Red Star, non riuscendo a salvare la squadra dalla retrocessione; il 24 settembre 2018 diventa l'allenatore del Dunkerque, con cui resta per due anni.
Il 3 giugno 2020 passa alla guida dell'Orléans, con cui firma un biennale, lasciando tuttavia i giallorossi al termine della prima stagione. Il 25 gennaio 2022 diventa il vice di Bruno Irles al Troyes, facendo così ritorno nel club dell'Aube; l'8 novembre seguente viene nominato tecnico ad interim della squadra.